# NGC 6702
NGC 6702 est une galaxie elliptique située dans la constellation de la Lyre. Sa vitesse par rapport au fond diffus cosmologique est de 4 592 ± 11 km/s, ce qui correspond à une distance de Hubble de 67,7 ± 4,7 Mpc (∼221 millions d'al). NGC 6702 a été découverte par l'astronome prussien Heinrich Louis d'Arrest en 1863.
NGC 6702 est une galaxie LINER, c'est-à-dire une galaxie dont le noyau présente un spectre d'émission caractérisé par de larges raies d'atomes faiblement ionisés.
Selon un article publié par Steven D. Peterson en 1979, NGC 6702 et NGC 6703 forment une paire de galaxies. Il s'agit cependant d'une paire purement optique, car NGC 6702 est environ 36 Mpc (∼117 millions d'al) au-delà de NGC 6703.

## Supernova
La supernova SN 2002cs a été découverte dans NGC 6702 le 5 mai 2002 par l'astronome amateur britannique Mark Armstrong. Cette supernova était de type Ia .